# Kwame Nkrumah-Acheampong
Kwame Nkrumah-Acheampong (* 19. Dezember 1974 in Glasgow, Schottland) ist der erste professionelle ghanaische Skirennläufer. Sein Spitzname ist „Schnee-Leopard“.

## Biografie
Nkrumah-Acheampong arbeitete in einer Skihalle in Milton Keynes und bekam als Angestellter kostenlos Skiunterricht. Als er begann, den Skisport professioneller auszuüben, gab er diesen Beruf auf. Sponsorengelder ermöglichten ihm im Winter ein Training in Frankreich. Nkrumah-Acheampong begann 2005 an FIS-Rennen teilzunehmen, bestritt auch vier Rennen im South American Cup, und startete 2007 im Riesenslalom der Weltmeisterschaften in Åre. Aufgrund seiner niedrigen FIS-Punkte musste er im erstmals ausgetragenen Qualifikationsrennen antreten, bei dem er mit einem Rückstand von 1 Minute und 17 Sekunden auf den Sieger (bzw. 35 Sekunden auf den Vorletzten) nur als Letzter der 66 gewerteten Qualifikanten ins Ziel kam, und somit eine Teilnahme am eigentlichen WM-Rennen klar verfehlte. Nach weiteren Starts bei FIS-Rennen nahm er auch an den Weltmeisterschaften 2009 in Val-d’Isère teil. Er musste auch diesmal in die Qualifikation und scheiterte als Drittletzter im Riesenslalom und Letzter im Slalom (diesmal aber bereits mit geringeren Rückständen) abermals an der Qualifikation für einen Hauptbewerb.
Bei FIS-Rennen sammelte Nkrumah-Acheampong die nötigen Punkte, um bei den Olympischen Spielen 2010 in Vancouver am Slalom- und Riesenslalom-Wettbewerb teilzunehmen. Er war damit der erste Ghanaer, der sich für Olympische Winterspiele qualifizieren konnte. Im Skigebiet Whistler-Blackcomb erzielte er im Slalom mit einem Rückstand von 43 Sekunden auf den Sieger Giuliano Razzoli als Vorletzter den 47. Platz. Im olympischen Riesenslalom trat er nicht an. 2011 startete Nkrumah-Acheampong bei den Weltmeisterschaften in Garmisch-Partenkirchen wieder im Slalom und im Riesenslalom. In der Slalom-Qualifikation belegte er als Drittletzter den 68. Platz und in der Riesenslalom-Qualifikation als Viertletzter den 96. Rang. Für ein eigentliches WM-Rennen konnte er sich damit erneut nicht qualifizieren. Seit diesen Wettkämpfen ist Kwame Nkrumah-Acheampong nicht mehr in Erscheinung getreten.

## Sportliche Bilanz

### Olympische Spiele
- Vancouver 2010: 47. Slalom

### Weltmeisterschaften
- Åre 2007: 66. Riesenslalom-Qualifikation
- Val-d’Isère 2009: 59. Riesenslalom-Qualifikation, 69. Slalom-Qualifikation
- Garmisch-Partenkirchen 2011: 68. Slalom-Qualifikation, 96. Riesenslalom-Qualifikation

### FIS-Rennen und Kontinentalcup
- Sieben Platzierungen unter den besten 30 in FIS-Rennen
- Zwei Platzierungen unter den besten 30 im South American Cup